# .pm
.pm je internetová národní doména nejvyššího řádu pro Saint Pierre a Miquelon.
Spravuje ji AFNIC (Francouzský registrátor). Nové registrace byly pozastaveny, ovšem od 6. prosince 2011 je doména aktivní: Registrují se adresy od druhé úrovně.